# Ксиропотамски мост (втори)
Ксиропотамският мост (на гръцки: Γεφύρι Στην Ιερά Μονή Ξηροποτάμους) е каменен мост в Света гора, Гърция.
Мостът е разположен по пътя от манастира Ксиропотам към манастира „Свети Пантелеймон“, малко под първия Ксиропотамски мост. Има една дъга.